# Aeródromo de Tequesquitengo
El Aeródromo de Tequesquitengo (Código OACI: MMTQ – Código DGAC: TQE) es un pequeño aeropuerto privado ubicado en San José Vista Hermosa, Morelos. Cuenta con una pista de aterrizaje de 800 metros de largo y 8,5 metros de ancho, así como una calle de rodaje que es usada para aparcar aeronaves, cuenta también con hangares y sala de espera. Actualmente, solo se utiliza con propósitos de aviación general, principalmente actividades de paracaidismo por la empresa Sky Dive Mexico. Es uno de los tres aeródromos en la zona de la Laguna de Tequesquitengo, junto al Aeródromo Albatros Residencial Aéreo y al Aeródromo de Vista Hermosa. El Aeródromo de Tequesquitengo se encuentra relativamente al lado del Aeródromo de Vista Hermosa, pues la cabecera 02 de la pista de este último se encuentra a escasos 180 metros de hacer intersección con la pista 09/27 del Aeródromo de Tequesquitengo.

## Accidentes e incidentes
- El 10 de febrero de 2023 una aeronave Cessna 208B Super Cargomaster con matrícula N9634B operada por SkyDive Mexico que realizaba un vuelo local en el Aeródromo de Tequesquitengo tuvo que realizar un aterrizaje de emergencia en un campo cera a Puente de Ixtla tras experimentar una falla de motor. Los dos ocupantes resultaron lesionados, por lo que fueron llevados al hospital.[2][3]